# Tierra de Uz

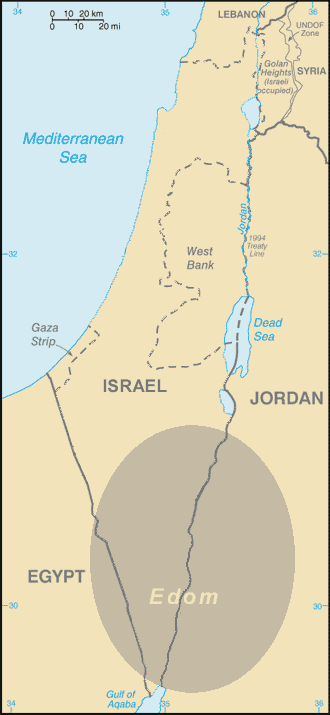
El lugar donde se supone estaba la Tierra de Uz

La Tierra de Uz (hebreo: עוּץ : ‛ûwts «consulta») es un lugar mencionado en el Antiguo Testamento, principalmente en el Libro de Job.

## Nombre
El nombre Uz es mencionado varias veces en el Antiguo Testamento. Es encontrado en las distintas traducciones con el nombre de Uz, Us o Hus. Aparece por primera vez en el Libro de Job 1: 1, donde dice: "Hubo un varón en tierra de Uz, llamado Job; y era este hombre perfecto y recto, y temeroso de Dios, y apartado del mal." En Génesis 10: 23, Uz es el hijo de Aram, descendiente directo de Sem.

## Localización
Uz es algunas veces identificado con el reino de Edom, aproximadamente entre el suroeste de Jordania y el sur de Israel. Esta idea es sostenida por un versículo del Antiguo Testamento, exactamente Lamentaciones 4:21 dice: "Gózate y alégrate, hija de Edom, la que habitas en tierra de Uz: Aún hasta ti pasará el cáliz; embriagarte has, y vomitarás."
Otras ubicaciones propuestas para Uz incluyen el sur Arabia, especialmente Dhofar; Bashan, entre el sur de Siria y el oeste de Jordania; el este de Petra, en Jordania; o en el suroeste de Uzbekistán; o en el suroeste de Irán, en "Juzistán".